# Zedern des Herrn
Koordinaten: 34° 14′ 37″ N, 36° 2′ 54″ O

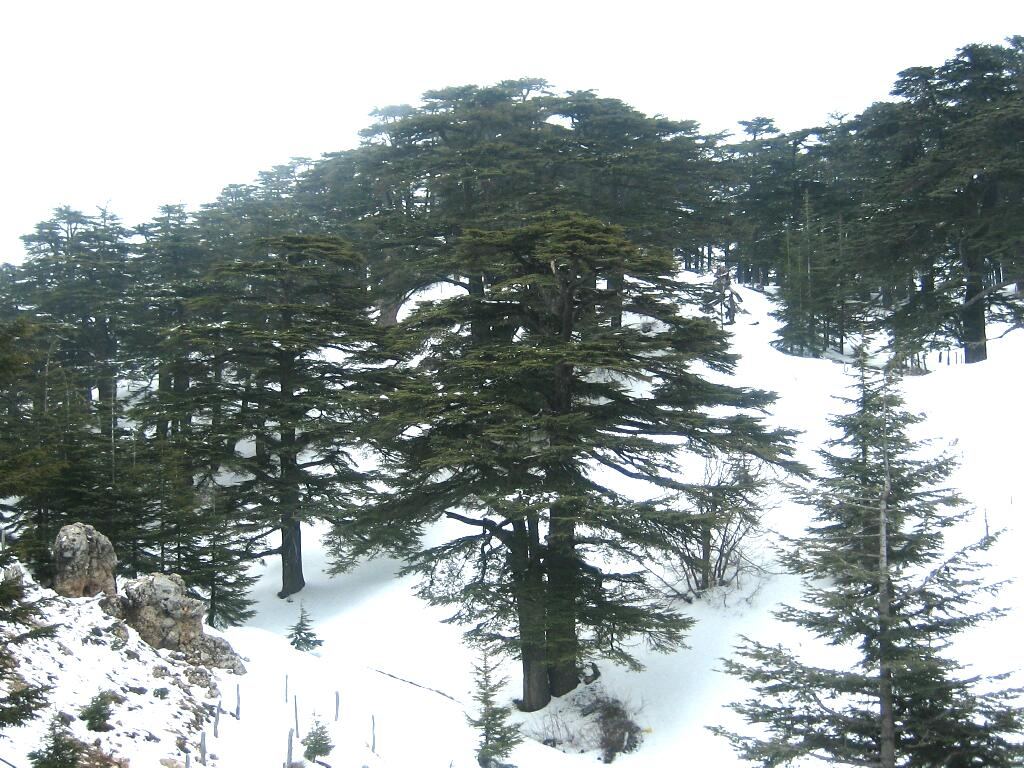
Teil des Waldes der „Zedern des Herrn“

Die Zedern Gottes (arabisch أرز الربّ, DMG Arz ar-Rabb „Zedern des Herrn“) sind einer der letzten Bestände der früher verbreiteten Libanon-Zeder (Cedrus libani) im Wadi Qadischa, die früher im ganzen Libanongebirge verbreitet war. Seit der Antike haben Phönizier, Ägypter, Assyrer, Babylonier, Perser, Römer, Israeliten, Türken und Araber das haltbare Holz gerne für Gebäude, Schiffbau und in osmanischer Zeit auch für den Eisenbahnbau benutzt und die Bestände abgeholzt.

## Geographie
Oberhalb von Bischarri im Wadi Qadisha stehen die „Zedern des Herrn“ am Berg Makmel. Einige dieser Bäume gelten als die Ältesten der Region. Die Baumgruppe selbst besteht aus 375 Bäumen. Das Alter ist umstritten. Zwei von ihnen sollen 3000 Jahre, zehn weitere Bäume über 1000 Jahre alt sein. Die Zedern wachsen  auf einer Höhe von 2000 m über dem Meer. Vier  Bäume haben eine Höhe von über 35 m und Stammumfänge zwischen 12 und 14 m. Von den Zedern bietet sich an klaren Tagen ein Blick auf das Mittelmeer bis nach Zypern. Im Winter ist die Gegend ein beliebtes Skigebiet, im Sommer ein gefragtes Ausflugsziel bei Libanesen und Touristen.

## Geschichte
Der Name geht zurück auf eine Textstelle der Bibel (Ps 104,16 ).
Die „Zedern des Herrn“ haben die Abholzung aus der Phönizier- und Römerzeit überlebt. Zedernholz galt bei den Pharaonen, Assyrern und Israeliten als begehrter Baustoff. Nur vereinzelte Zedernwäldchen blieben von den Holzfällern verschont und wurden nicht abgeholzt.
Die Phönizier nutzten das Zedernholz für ihre Flotte. Sie waren die erste Nation, die nachweislich Seehandel betrieb. Die Ägypter nutzten Zedernharz für den Mumifizierungsprozess und das Holz für einige der ersten Hieroglyphentexte. In der Bibel wird erwähnt, dass Salomo Handelsverträge mit König Hiram abschloss, um mit Zedernholz den Jerusalemer Tempel zu bauen. Der römische Kaiser Hadrian erklärte die Wälder zu kaiserlichem Besitz, wodurch die Abholzung zeitweise eingedämmt wurde.
Schutzgedanken der Neuzeit gehen zurück auf das Jahr 1876, als der 102 ha große Wald durch eine Steinmauer geschützt wurde, damit grasende Ziegen die Schösslinge nicht abfraßen. Königin Victoria bezahlte selbst die Kosten für die Mauer. Im Ersten Weltkrieg verwendeten britische Truppen allerdings wieder Zedernholz zum Eisenbahnbau.
Trotz der andauernden Ausbeutung ist die Zeder weiterhin das Symbol des Libanon. Die verbleibenden Bäume überleben in den Gebirgsregionen.

### Legenden
Es heißt, dass einst eine Schlacht um die schönen Bäume zwischen Halbgöttern und Menschen stattgefunden habe. Der Beschützer des Waldes war der sumerische Gott Enlil, der jedoch die Schlacht um den Wald verlor. Auch Gilgamesch verwendete Zedernholz, um seine Stadt zu bauen.

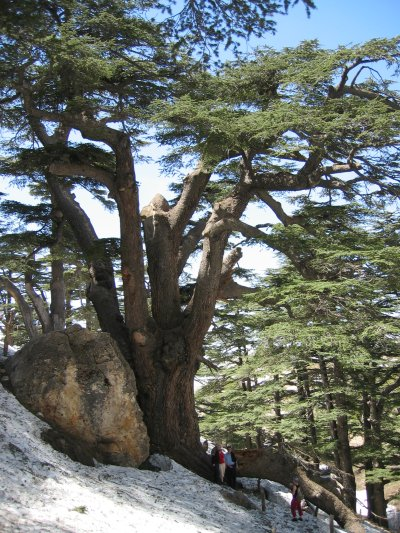
Libanon-Zeder

### Religiöse Texte
Auch in der Bibel kommen die Zedern wiederholt vor.:
- „Tu deine Türen auf, Libanon, dass das Feuer deine Zedern verzehre!.“ Sach 11,1 LUT
- „Sein Schwanz streckt sich wie eine Zeder; die Sehnen seiner Schenkel sind dicht geflochten.“ Hi 40,17 LUT
- „Und der Priester soll Zedernholz und Ysop und Karmesin nehmen und auf die brennende Kuh werfen.“ Num 19,6 LUT
- „Ich will in der Wüste wachsen lassen Zedern, Akazien, Myrten und Ölbäume; ich will in der Steppe pflanzen miteinander Zypressen, Buchsbaum und Kiefern.“ Jes 11,19 LUT
- „Siehe, Assur war ein Zedernbaum auf dem Libanon, mit schönen Ästen und dichtem Laub und sehr hoch, sodass sein Wipfel in die Wolken ragte.“ Hes 31,3 LUT
- „Die Bäume des Herrn stehen voll Saft, die Zedern des Libanon, die er gepflanzt hat.“ Ps 104,16 LUT
- „Und der König [Salomo] brachte es dahin, dass es in Jerusalem so viel Silber gab wie Steine und Zedernholz so viel wie wilde Feigenbäume im Hügelland.“ 1 Kön 10,27 LUT

## Schutz
Der Wald ist streng geschützt. Es ist möglich, geführte Touren zu unternehmen. Das „Committee of the Friends of the Cedar Forest“ startete 1985 ein Wiederbewaldungsprogramm.
1998 wurden die Arz ar-Rab ins UNESCO-Welterbe aufgenommen.

## Galerie

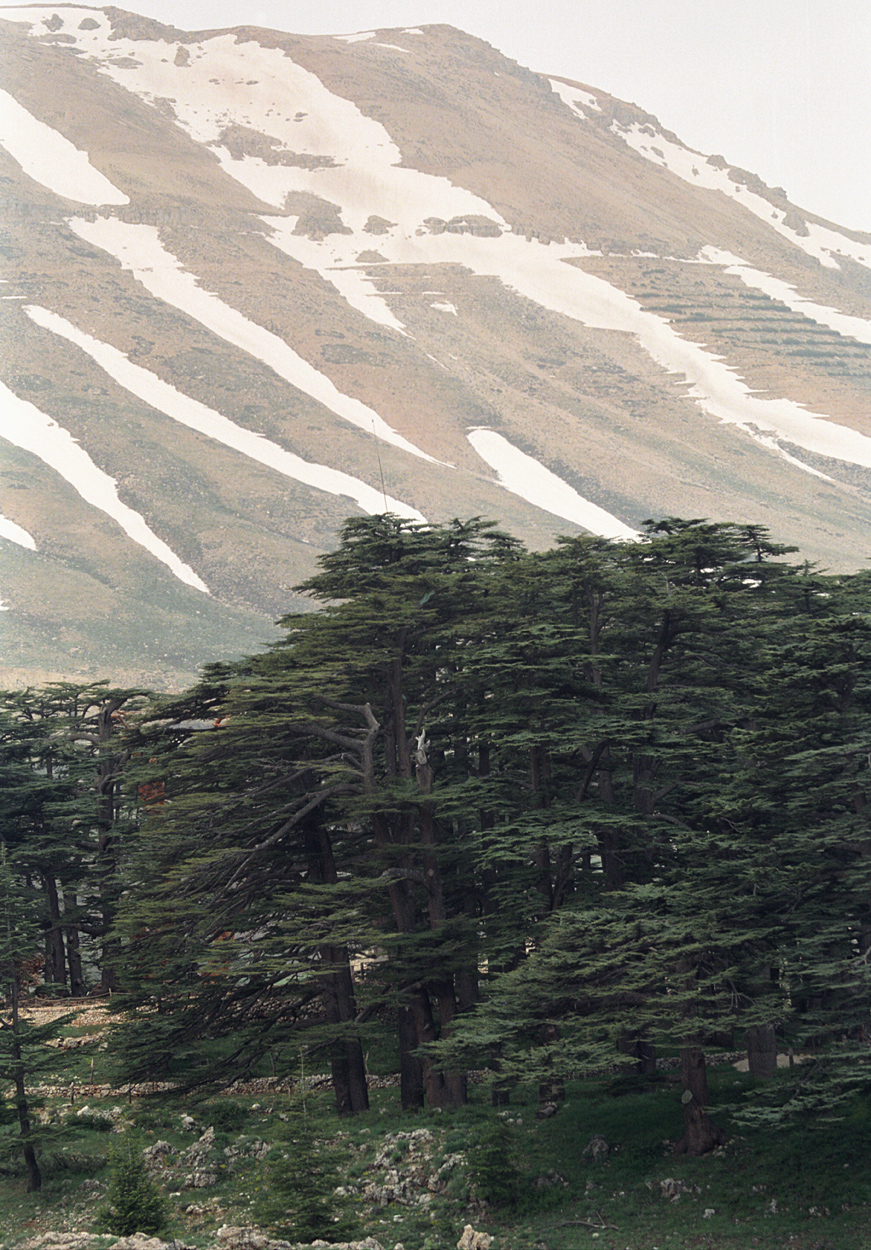
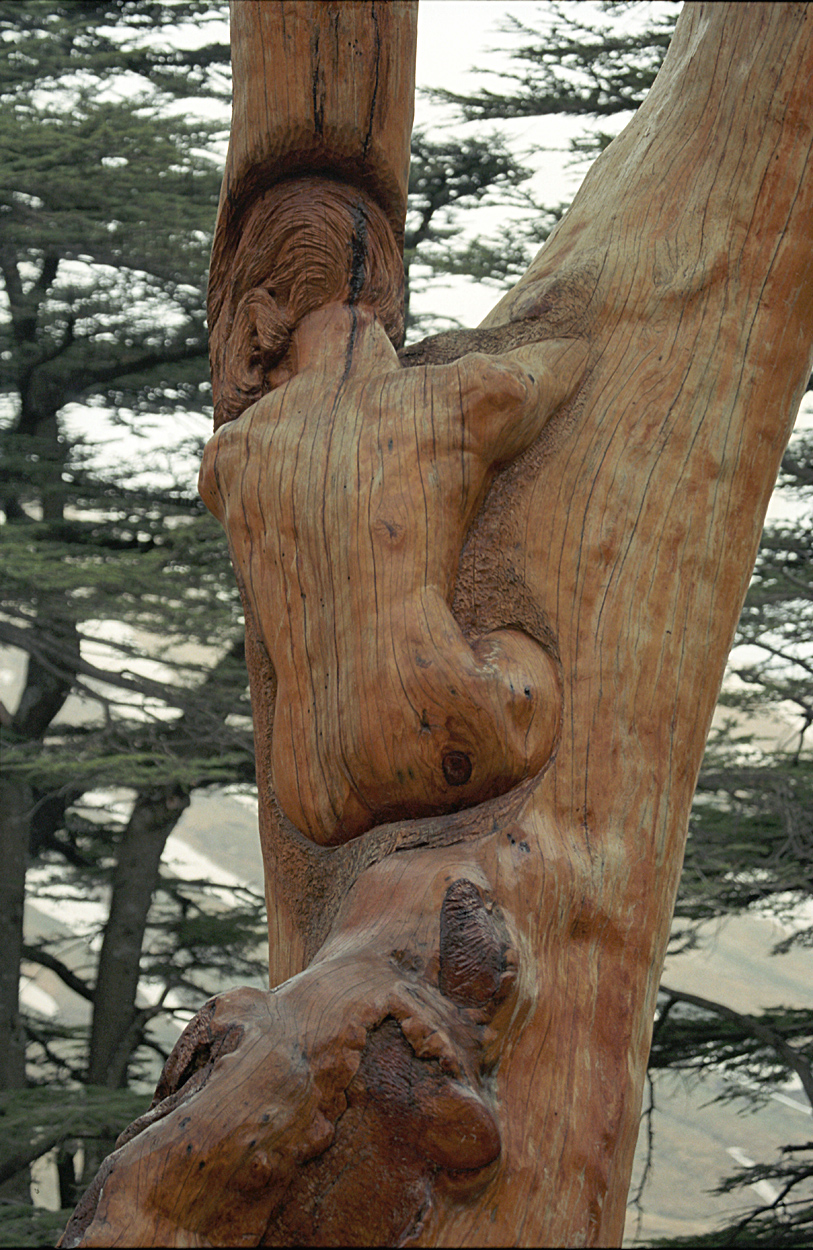
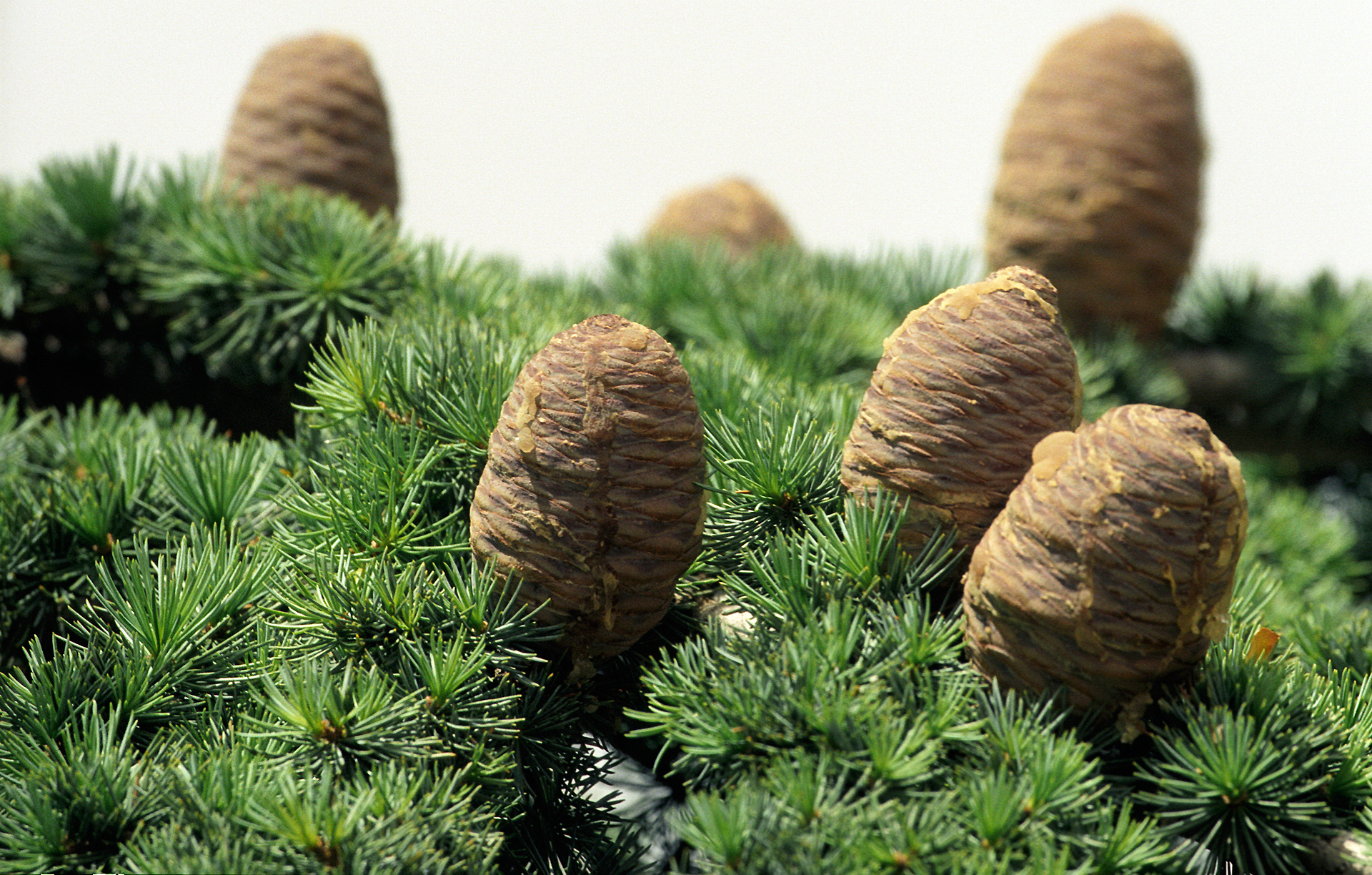
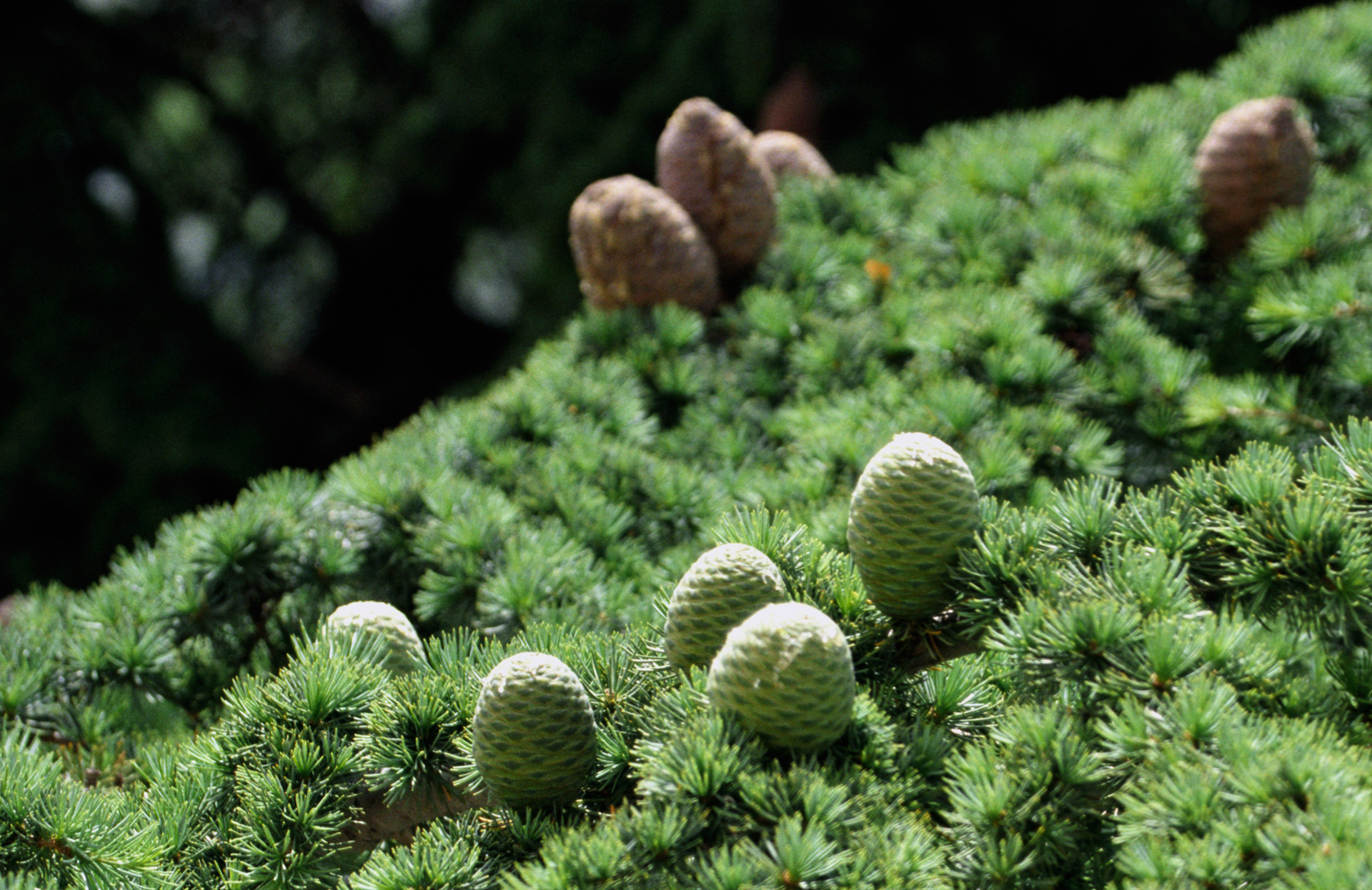